# Krámpack
Krámpack és una pel·lícula còmico-dramàtica de temàtica LGBT dirigida el 2000 pel director Cesc Gay. Els papers principals estan interpretats per Fernando Ramallo i Jordi Vilches. Es tracta de la segona pel·lícula del director i el guió està lliurement basat en l'obra teatral homònima del dramaturg i actor català Jordi Sànchez. El seu rodatge va tenir lloc a Castelldefels i la comarca del Garraf.
La pel·lícula retrata l'adolescència, el descobriment de la sexualitat, els sentiments i els conflictes personals que aquests poden suposar i, en particular, l'acceptació de l'homosexualitat. El títol es refereix a la denominació que utilitzen els protagonistes per referir-se a la masturbació mútua que practiquen diverses vegades al llarg de la pel·lícula.

## Argument
Dani (Fernando Ramallo) és un adolescent que passa les vacances amb el seu amic Nico (Jordi Vilches) a la casa familiar situada en la costa catalana. Mentre els seus pares estan de viatge tots dos joves es plantegen com a principal objectiu de l'estiu perdre la virginitat.
Aviat coneixen dues cosines de la seva mateixa edat, Berta (Esther Nubiola) i Elena (Marieta Orozco), amb les quals comencen un cert flirteig especialment per part de Nico. A poc a poc Dani es va adonant que sent molt més interès per estar amb el seu amic Nico que compartir el seu temps amb Berta. Mentrestant Nico fa tot el possible per arribar a tenir relacions sexuals amb Elena. Això provoca la gelosia de Dani.
Després d'una baralla amb Nico, en la qual li dona a entendre la seva atracció cap a ell, Dani marxa de la casa tota la nit. Vagant pels carrers del poble, confós pels seus sentiments, es troba amb Julián, un escriptor homosexual amic del seu pare. Acaba sopant a la seva casa amb ell i uns amics seus. Després de passar l'endemà amb l'escriptor, Dani es decideix a besar-lo i li proposa que facin l'amor. A l'últim moment canvia d'idea i torna a la seva casa al costat de Nico.
Els amics fan les paus però l'estiu arriba a la seva fi. Nico abandona la localitat per tornar a la seva casa aclarint-se respecte a la seva orientació sexual i quedant en l'aire quins són els sentiments de Dani.

## Repartiment
- Fernando Ramallo: Dani
- Jordi Vilches: Nico
- Marieta Orozco: Elena
- Esther Nubiola: Berta
- Chisco Estimat: Julián
- Ana Gracia: Sonia
- Myriam Mézières: Marianne
- Muntsa Alcanyís: Mare de Dani
- Jesús Garay: Pare de Dani
- Mingo Ràfols: Arturo
- Pau Durà: Mario
- Eduardo González: Cambrer
- Gaelle Poulave: Chica
- Eloi Yebra: Manu

## Premis
La pel·lícula va obtenir diversos premis en festivals de cinema internacionals com Canes, Chicago, Màlaga o Sant Sebastià.

### Festival de Canes (2000)
- Premi Especial de la Joventut

### Festival de Màlaga (2000)
- Premi al Millor Director (Cesc Gai)
- Esment Especial a l'Actuació (Jordi Vilches)

### Festival de Sant Sebastià (2000)
- Premi Sebastiane a la Millor Pel·lícula